# Valero
Valero egy község Spanyolországban, Salamanca tartományban. Valero San Miguel de Valero, San Esteban de la Sierra, Santibáñez de la Sierra, Garcibuey, Cilleros de la Bastida és La Bastida községekkel határos. Lakosainak száma 286 fő (2024).

## Népesség
A település népessége az elmúlt években az alábbi módon változott:
| Lakosok száma | 445  | 437  | 391  | 380  | 341  | 309  | 315  | 330  | 297  | 286  |
|               | 2001 | 2004 | 2007 | 2009 | 2012 | 2014 | 2017 | 2019 | 2022 | 2024 |